# Concert per a piano núm. 1 (Saint-Saëns)
El Concert per a piano núm. 1 en re major, op. 17, és una obra musical de Camille Saint-Saëns. Va ser compost el 1858, quan el compositor tenia 23 anys, i està dedicada a Marie Jaëll. És el primer concert per a piano escrit per un compositor francès important.

## Moviments
Consta de tres moviments:
1. Andante - Allegro assai
2. Andante sostenuto quasi adagio
3. Allegro con fuoco

## Instrumentació
L'obra està escrita per a piano solista, 2 flautes, 2 oboès, 2 clarinets, 2 fagots, 4 trompes, 2 trompetes, timbals i cordes.